# Tipula pierreana
Tipula pierreana är en tvåvingeart som beskrevs av Alexander 1964. Tipula pierreana ingår i släktet Tipula och familjen storharkrankar. Inga underarter finns listade i Catalogue of Life.